# Måns-Erstjärnen
Måns-Erstjärnen är en sjö i Härjedalens kommun i Härjedalen och ingår i Ljusnans huvudavrinningsområde. Sjön har en area på 0,456 kvadratkilometer och ligger 832,3 meter över havet. Sjön avvattnas av vattendraget Anån. Vid provfiske har abborre, lake, röding och öring fångats i sjön.

## Delavrinningsområde
Måns-Erstjärnen ingår i det delavrinningsområde (695200-133797) som SMHI kallar för Ovan 695228-133887. Medelhöjden är 832 meter över havet och ytan är 3,84 kvadratkilometer. Det finns inga avrinningsområden uppströms utan avrinningsområdet är högsta punkten. Anån som avvattnar avrinningsområdet har biflödesordning 3, vilket innebär att vattnet flödar genom totalt 3 vattendrag innan det når havet efter 387 kilometer. Avrinningsområdet består mestadels av skog (85 procent). Avrinningsområdet har 0,58 kvadratkilometer vattenytor vilket ger det en sjöprocent på 14,9 procent.